# Kagoshima
Kagoshima (鹿児島県 (Lộc Nhi Đảo huyện) Kagoshima-ken) là một tỉnh của Nhật Bản, nằm ở cực Nam của đảo Kyūshū. Thủ phủ là thành phố Kagoshima.

## Địa lý

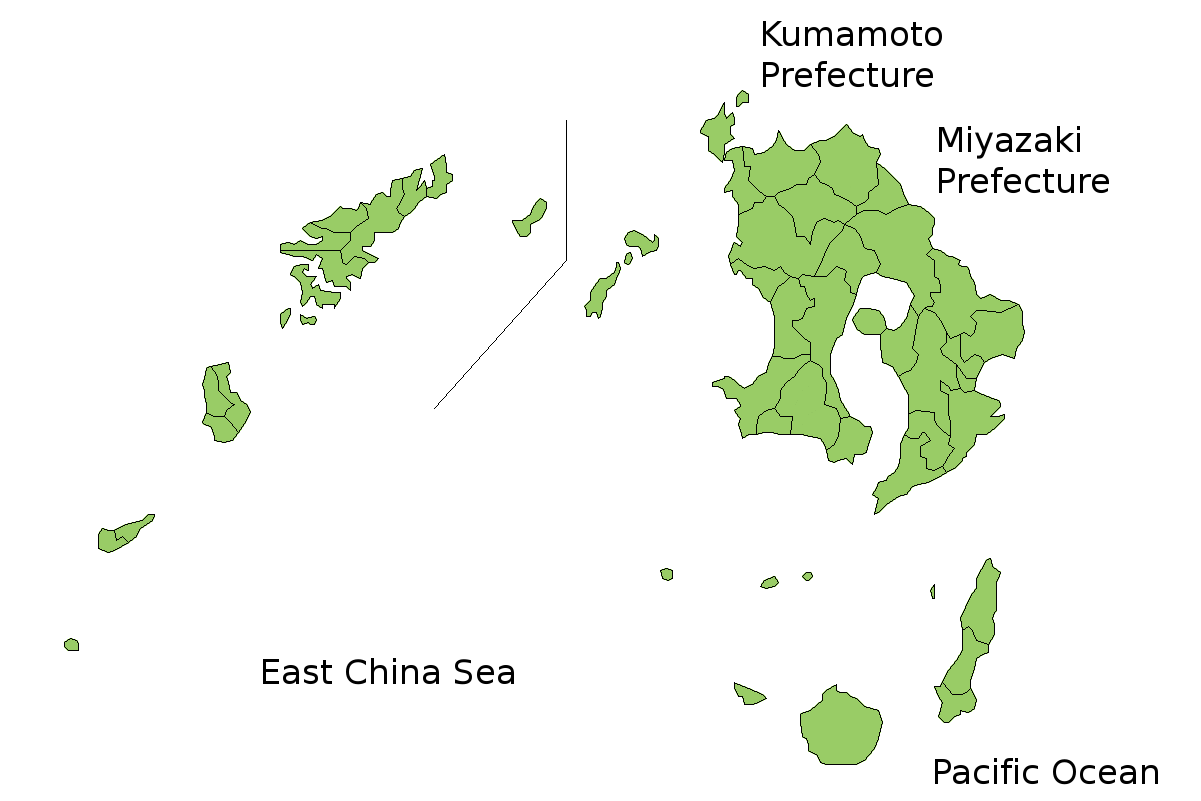
Bản đồ tỉnh Kagoshima.

Kagoshima nằm ở cực Nam của đảo Kyūshū, bao gồm một chuỗi các hòn đảo trải dài xa tới tận phía Tây Nam hàng trăm km. Nhóm đảo quan trọng nhất là quần đảo Amami. Kagoshima giáp ranh với bởi Hoàng hải ở phía Tây, tỉnh Okinawa ở phía Nam và tỉnh Kumamoto ở phía Bắc, tỉnh Miyazaki ở phía Đông. Tỉnh có đường bờ biển (bao gồm cả 28 đảo) dài 2,632 km. Nó có một vịnh gọi là vịnh Kagoshima (Kinkowan), vịnh này nằm giữa hai bán đảo, Satsuma và Osumi. Vị trí đặc biệt của vịnh giúp nó trở thành cánh cửa của Nhật Bản rất nhiều lần trong lịch sử. Trong khi cả vùng Kyushu có 13 triệu người thì tỉnh này chỉ có không đến 2 triệu người sinh sống.
Tỉnh có một dãy các núi lửa động và tĩnh, bao gồm cả ngọn núi lửa lớn Sakurajima, ngọn núi nằm trải qua cả vịnh Kagoshima đối diện với thành phố Kagoshima.
Sakurajima là một trong những ngọn núi lửa hoạt động nhất Nhật Bản. Những vụ phun nham thạch lớn xảy ra năm 1914, khi mà ngọn núi của đảo tràn đủ dung nham để có thể nối với đảo chính, một vụ phun nham nhỏ hơn xảy ra năm 1960. Dung nham ở trong đất làm cho Sakurajima có một nguồn tài nguyên những củ cải 'Daikon' to kỉ lục, với kích cỡ bằng quả bóng rổ. Rất nhiều bãi biển xung quanh vịnh Kagoshima bị phủ đầy đá bọt rỗ. Một ngọn hồ trên núi lửa ở phần phía Tây Nam tỉnh, cạnh thị trấn suối khoáng Ibusuki, là nhà của một vài loại lươn lớn hiếm thấy.

## Lịch sử
Kagoshima từng là tỉnh Osumi và Satsuma trong Nhật Bản thời cổ đại, bao gồm cả phần phía Bắc của đảo Ryukyu. Vùng này đóng một vai trò quan trọng trong cải cách Minh Trị (Saigō Takamori), và thành phố Kagoshima là một căn cứ hải quân then chốt trong những cuộc chiến tranh của Nhật Bản thế kỉ 20 và là quê hương của tướng Tōgō Heihachirō. Những vụ tai nạn gần đây có thể kể đến là việc hải quân bờ biển Nhật Bản đánh chìm một tàu do thám của Bắc Triều Tiêu năm 2001, con tàu này sau đó được vớt lên và trưng bày ở Tokyo. Hay vụ bắt cóc một nhân viên văn phòng tại bờ biển Kagoshima do mật vụ của Bắc Triều Tiên thực hiện năm 1978. Vụ việc này chỉ được biết đến gần đây dưới thời của thủ tướng Koizumi.

## Hành chính

### Các thành phố
| - Akune - Amami - Hioki - Ibusuki - Ichikikushikino - Isa - Izumi - Kagoshima (thủ phủ) - Kanoya | - Kirishima - Makurazaki - Minamikyūshū - Minamisatsuma - Nishinoomote - Satsumasendai - Shibushi - Soo - Tarumizu |

### Làng và thị trấn
| - Aira Gun - Aira - Kajiki - Kamō - Yūsui - Izumi Gun - Nagashima - Kagoshima Gun - Mishima - Toshima - Kimotsuki Gun - Higashikushira - Kimotsuki - Kinkō - Minamiōsumi - Kumage Gun - Minamitane - Nakatane - Yakushima | - Ōshima Gun - Amagi - China - Isen - Kikai - Setouchi - Tatsugō - Tokunoshima - Uken - Wadomari - Yamato - Yoron - Satsuma Gun - Satsuma - Soo Gun - Ōsaki |

## Văn hóa
văn hóa trà đạo

## Giáo dục
- Đại học Kagoshima